# William Blackstone
William Blackstone (10. července 1723 Londýn – 14. února 1780 Wallingford) byl anglický právník, soudce a konzervativní politik. Nejvíce ho proslavily jeho Komentáře k anglickým zákonům (Commentaries on the Laws of England).

## Život
Blackstone se narodil v londýnské rodině patřící ke střední třídě, studoval na Charterhouse School a poté se v roce 1738 zapsal na Pembroke College v Oxfordu. Tam získal bakalářský titul v oboru občanského práva, pak 2. listopadu 1743 získal fellowship na koleji All Souls v Oxfordu, byl přijat do právnické komory Middle Temple a v roce 1746 tam získal advokátní licenci. Po pomalém začátku své kariéry advokáta se Blackstone intenzivně zapojil do správy univerzity, kde byl účetním, pokladníkem, od 28. listopadu 1746 kvestorem (bursar) a v roce 1750 vrchním kvestorem (Senior bursar). Zasloužil se o dokončení budov Codrington Library a Warton Building a o zjednodušení účetního systému používaného kolejí do té doby. Dne 3. července 1753 se formálně vzdal advokátní praxe a zahájil řadu přednášek o anglickém právu, první svého druhu. Byly mimořádně úspěšné, vynesly mu celkem 453 tehdejších liber (což odpovídá asi 71 tisíc GBP v roce 2021) a staly se podkladem jeho knihy Analýza anglických zákonů (An Analysis of the Laws of England) z roku 1756, která byla několikrát vyprodána a byla používána jako úvod ke studiu jeho pozdějších děl.
Dne 20. října 1759 byl Blackstone jmenován prvním Vinerovým profesorem anglického práva. Okamžitě se pustil do další řady přednášek a vydal další podobně úspěšný text s názvem Pojednání o studiu práva (A Discourse on the Study of the Law). Jak rostla jeho sláva, vrátil se úspěšně k advokacii a také si 30. března 1761 zajistil zvolení do parlamentu za torye ve „shnilém okrsku“ (rotten borough) Hindon. V listopadu 1765 vydal první ze čtyř svazků Komentářů k anglickým zákonům, považovaných za jeho mistrovské dílo; celá práce Blackstoneovi vydělala £ 14 000 (£ 1 961 000 v roce 2021). Po několika neúspěšných pokusech pak 16. února 1770 získal jmenování jako soudce soudu Court of King's Bench. Tuto pozici opustil 25. června, aby nahradil Edwarda Clivea na pozici Justice of the Common Pleas. V této funkci zůstal až do své smrti roku 1780.
Blackstoneovy čtyřdílné Komentáře poskytovaly úplný přehled tehdejšího anglického práva a byly opakovaně vydány v letech 1770, 1773, 1774, 1775, 1778 a v posmrtném vydání v roce 1783. Další dotisky, stále určené spíše pro praktické použití než pro historický zájem, byly v Anglii a Walesu vydávány až do 70. let 19. století a pracovní verze Henryho Johna Stephena, poprvé publikovaná v roce 1841, byla tištěna ještě po druhé světové válce. Právní vzdělání v Anglii 18. století stagnovalo; Blackstoneova práce dala oboru „alespoň pozlátko vědecké úctyhodnosti“. William Searle Holdsworth, jeden z Blackstoneových nástupců v křesle Vinerova profesora, tvrdil, že „Pokud by Komentáře nebyly napsány v době, kdy je Blackstone napsal, myslím, že by Spojené státy ani další anglicky mluvící země anglické právo tak univerzálně nepřevzaly.“ Ve Spojených státech Komentáře ovlivnily Alexandra Hamiltona, Johna Marshalla, Jamese Wilsona, Johna Jaye, Johna Adamse, Jamese Kenta a Abrahama Lincolna a stále se často citují v rozhodnutích Nejvyššího soudu USA.